# Benjamin Hobhouse
Pour les articles homonymes, voir Hobhouse.
Benjamin Hobhouse, né en 1757 à Bristol et mort le 14 août 1831 à Berkeley Square (Londres), est un homme politique britannique.

## Biographie
Fils de John Hobhouse, un marchand d'esclaves de Bristol et neveu d'Isaac Hobhouse, il étudie à la Bristol Grammar School (en) puis au Brasenose College dont il est diplômé en 1778. Reçu avocat en 1781 à Middle Temple, il voyage en France en 1783 puis après un échec aux élections générales de 1796 au parlement de Bristol, il est élu député de Bletchingley dans le Surrey en février 1797. Il lutte alors contre William Pitt et conseille la paix avec la France. Après la paix d'Amiens en 1802, il travaille dans la fonction publique et est élu député de Grampound dans les Cornouailles en 1803. Il est nommé cette année là, secrétaire du bureau du contrôle durant le ministère Henry Addington. Lors du retour de Pitt en 1804, il démissionne et devient en 1805 président des comités de ravitaillement. Il est également premier commissaire chargé d'enquêter sur les dettes des nababs du Carnatique.
Élu député de Hindon dans le Wiltshire en 1806, il représente Hindon jusqu'à son retrait de la vie politique en 1818.
Hobhouse est nommé baronnet le 22 décembre 1812. Il est président de la Bath and West of England Society (en) (1805–1817), président du comité du Literary Fund et membre de la Royal Society et de la Society of Antiquaries of London. Il a été élu membre honoraire étranger de l'Académie américaine des arts et des sciences en 1818. Il est décédé à Berkeley Square le 14 août 1831.

## Publications
- 1792 : A Treatise on Heresy as cognisable by the Spiritual Courts, and an Examination of the Statute of William III for Suppressing Blasphemy and Profaneness
- 1792 : A Reply to F. Randolph's Letter to Dr. Priestley; or an Examination of F. Randolph's Scriptural Revision of Socinian Arguments, Trowbridge (autre édition, Bath, 1793 in Scriptural Revision of Socinian Arguments, vindicated against the Reply of Benjamin Hobhouse)
- 1792 : trois lettres adressées à « the several Patriotic Societies in London and its neighbourhood » et à l'éditeur du Morning Chronicle
- 1795 : An Inquiry into what constitutes the Crime of compassing and imagining the King's Death
- 1796 : Remarks on several parts of France, Italy, ... in the years 1783, 1784, and 1785, Bath
- 1797 : Tracts